# Ceracris nigricornis
Ceracris nigricornis är en insektsart som beskrevs av Walker, F. 1870. Ceracris nigricornis ingår i släktet Ceracris och familjen gräshoppor.

## Underarter
Arten delas in i följande underarter:
- C. n. laeta
- C. n. nigricornis